# Ga Bệnh viện Quốc tế (Tuyến 2, Thành phố Hồ Chí Minh)
Ga Bệnh viện Quốc Tế là một trong các nhà ga của Tuyến số 2 nằm tại thành phố Thủ Đức, Thành phố Hồ Chí Minh. 
Nhà ga nằm trên đường Mai Chí Thọ, phía Đông giáp Cầu Cá Trê lớn, phía Đông Nam giáp Sông Sài Gòn.